# Asnières-sur-Seine
Asnières-sur-Seine és un municipi francès, situat al departament dels Alts del Sena i a la regió de l'Illa de França. L'any 2005 tenia 83.300 habitants.
Està dividit entre el cantó d'Asnières-sur-Seine i el cantó de Courbevoie-1 dins del districte de Nanterre. I des del 2016, de la divisió Boucle Nord de Seine de la Metròpolis del Gran París.
És un centre industrial de l'àrea suburbana de París, sobre la riba esquerra del Sena, que té una història comuna amb la ciutat de Gennevilliers. Desproveïda de relleu, fora dels antics llits pantanosos del Sena, que han estat assecats i parcialment han estat terraplenats al final del segle xix, diversos barris de la ciutat són susceptibles de ser inundables en el marc de les crescudes del Sena.
En aquesta vila passà l'últim temps de la seva vida el famós ballarí i coreògraf Albert Aveline.

## Fills il·lustres
- Henri Barbusse (1873 - 1935) escriptor, Premi Goncourt de l'any 1916.